# Coalició Asturiana
Coalición Asturiana fou una coalició electoral entre els partits politics asturians Unidá Nacionalista Asturiana (UNA) i Partíu Asturianista (PAS) per participar en les eleccions autonòmiques d'Astúries de maig de 1991. A les eleccions generals espanyoles de 1989 UNA va obtenir un 0,54% de vots i PAS un 0,57%.
El cap de la llista serà Xuan Xosé Sánchez Vicente president del PAS que fou elegit diputat amb 14.500 vots. El PAS no trigà a capitalitzar els resultats i deixarà de banda les forces d'esquerra; l'UNA denunciarà la situació arribant a demanar Sanchez Vicente la renúncia a l'acta de diputat. A les següents eleccions el PAS es va presentar en solitari el 1995 i Sanchez Vicente conservà l'escó.